# 松濤権之丞

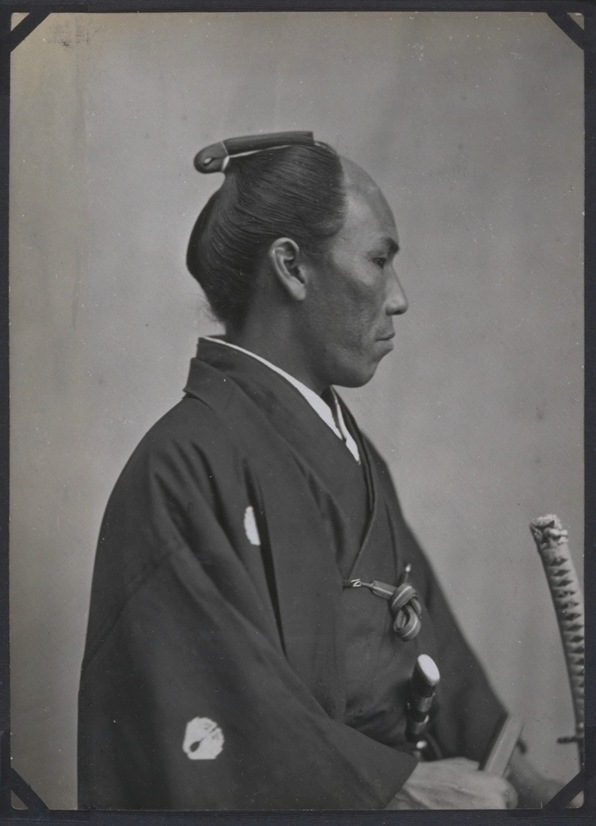
松濤権之丞（1864年）

松濤 権之丞（まつなみ ごんのじょう、天保7年（1836年） - 慶応4年（1868年）4月末頃）は、日本の武士・幕臣。通称「権之丞」、諱名「泰明」で、正式名は「松濤権之丞泰明」。なお、「松濤」については、「松波」「松浪」「松並」等の表記例もある。

## 生い立ち
母・波通（はつ）の子どもとして江戸に生まれたと考えられる。父親の名前は具体的に伝わっていないが、「前田藩（加賀藩？）家老で、図書家から庄兵衛家に入った人物（？）」と云う話が伝えられており、通称「権之丞」は、実父の出自に由来する名付けだった可能性がある。庶子だったため、江戸で生まれるとすぐに寺へ預けられ、そこである年齢まで育てられたという。松濤家の家紋は「抱き茗荷」である。伝承によれば、姓も家紋も預けられた寺の住職から貰ったものだという。住職の姓が「松濤」で家紋が「抱き茗荷」という寺茗荷」という寺は、芝・増上寺前の妙定院や宝松院、芝・西応寺町の○○寺、浅草の長松寺、最上寺などがあり、権之丞は今挙げた寺のいずれかにいたようである。

## 小笠原開拓とフランス渡航
権之丞が何歳まで寺にいたかはわかっていないが、やがて御家人株を買って幕臣（御家人）になったらしい。はじめ神奈川御役所附上番、次いで外国奉行支配定役格同心となった。
文久元年（1861年）12月、幕府は外国奉行水野忠徳を小笠原諸島に派遣し、日本領であることを宣言したが、権之丞はこれに随行（外交史料館に残る権之丞渡仏時の外交文書に「権之丞の親類」として名前が出てくる小花作助も外国奉行支配定役元締助として随行している）、咸臨丸で渡島して調査に当たった。
翌文久2年（1862年）に、忠徳の帰府後も、八丈島からの移民とともに残って小笠原島を管理した。この間の権之丞に関するエピソードとしては、中浜万次郎、林和一郎らと鳥島に上陸し、権之丞の筆による「日本属島鳥島」の標柱を立てた話などが伝えられている。そして、権之丞は、文久3年（1863年）5月1日、ホーツン事件（日本人が初めて外国人を逮捕した事件）の罪人を連行して小笠原島を出帆し、5月11日に横浜に着船。 

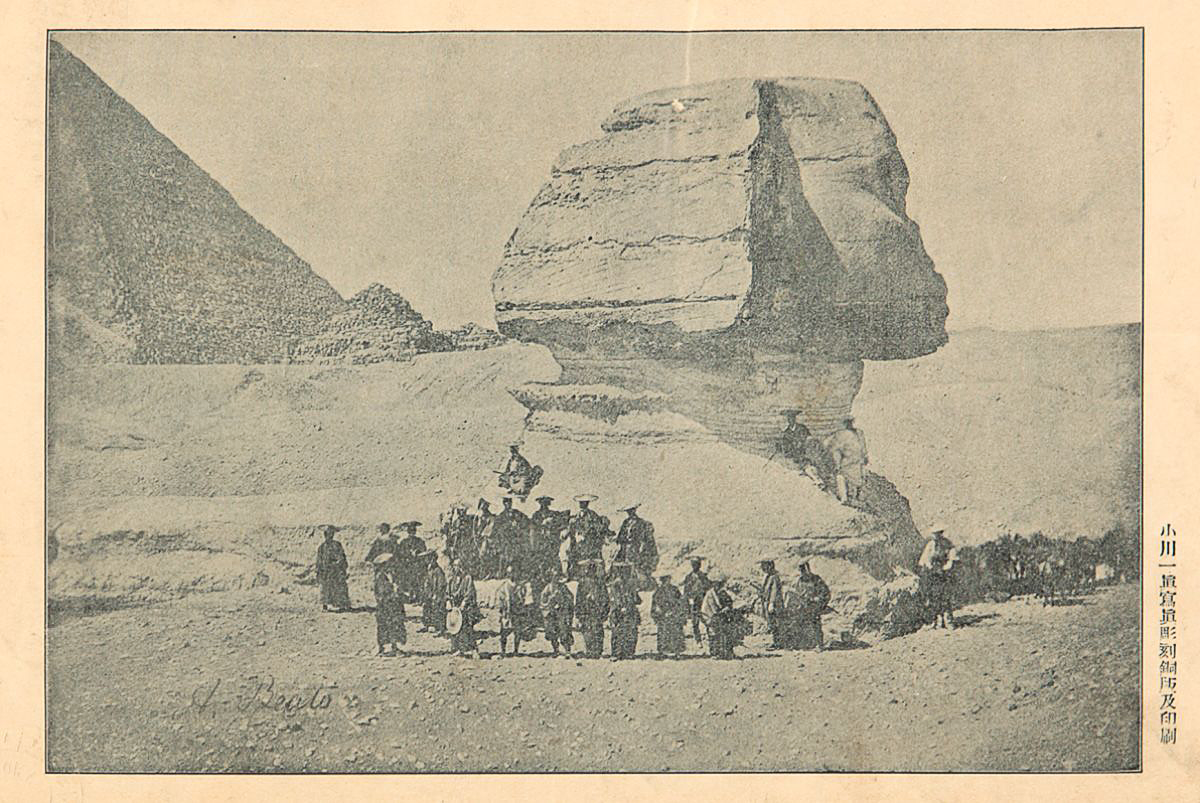
スフィンクスで記念撮影する一行（1864年）

文久3年12月29日（1864年2月6日）、横浜鎖港談判のための遣仏使節の随員として、権之丞は、定役格同心という身分で、フランス艦ル・モンジュ号に乗り込み、横浜港を出航した。一行は途中エジプトに寄り、スフィンクスの前で記念写真を撮影。前述の、外交史料館に残る外交文書には、この渡仏の際の権之丞の留守引受名前として、「同役 菰田謙輔」「親類 小花作之助」の名前がある。
一行は、元治元年（1864年）5月17日にパリを出発し、7月18日（1864年8月19日）、ピ・オ汽船会社のガンジス号にて横浜港に帰国する。なお、内藤遂著『遣魯傳習生始末』（東洋堂、1943年9月刊）という本の194頁に、この一行の帰国の時に、同心町に住んでいた権之丞の老父が、大塚箪笥町にあった、マルセイユで黄熱病のために客死した随員の横山敬一の家を訪れたという記述がある。すなわち、「松濤の老父は使節一行の横浜安着を報じ、且つ安心すべき旨を告げて辞去した。（中略）松濤の父はわざわざ同心町より、大塚箪笥町まで訪れたのであるから、安着を語る以外に、特殊な用件があったものと解される。すなわち松濤は当時パリより横山看病のため、マルセイユに下りたる一人であるから、老父は横山の死を篤と承知していたものと言わねばならない。しかし、横山家のただならぬ雰囲気を察知し、弔慰の言葉も言えずに、ただ安心すべき旨を告げて辞去したものと察せられる。」と書かれている。 
フランスから帰国した後の権之丞については、富士見御宝蔵番格・騎兵差図役下役、同砲兵差図役並勤方を経て、小十人格・軍艦役並となり、慶応3年（1867年）11月には古屋佐久左衛門とともに海軍伝習所通弁掛になった。やがて勝海舟配下の軍事方の一人になり、幕府内部の恭順工作を担当するようになる。今の東京都足立区の五兵衛新田に大久保大和（新撰組局長近藤勇）を訪ねたのも、のち官軍に捕縛された近藤宛に書簡を送ったのもそのためらしい。

## 最期
恭順工作の仕事ではかなり苦労したようである。結局、権之丞はこの恭順工作の最中に落命する。権之丞の最期については次のような話が伝わっている。 
慶応4年のある日のこと、勝海舟のもとから、江戸の小石川茗荷谷の窪地にあった権之丞の屋敷に使いが来て、「館山にいる榎本武揚たちを説得したいので手伝って欲しい」とのこと。権之丞は馬に飛び乗って、館山へ向かった。その帰り、上総姉ヶ崎の某所で、会議中に刺されて死んだ。享年34。—-、伝承されている話
慶応4年閏4月6日（1868年5月27日）、松濤権之丞（幕臣）二心あるとの疑いによって、撒兵頭取並松田や組頭らに斬殺される。—-、「幕末維新史事典」（新人物往来社）151頁より
（前略） 私（江原）は死を決して脱兵をまとめようと思い、上総木更津へ参りました。このときの撒兵頭は福田八郎右衛門、第一大隊長は私、第二大隊長は堀岩太郎、第三大隊長は増田直八郎、第四大隊長は戸田掃部、第五大隊長は真野鉉吉でした。（中略）4月17日は丁度権現様のお祭り日ゆえ一同でお祭りを致し、福田八郎右衛門がまず作戦計画を致しました。そもそも上総へ脱走しましたのは、江戸では何事もできず、一大勢力を作るには上総に屯集して、宇都宮地方の官軍の背後を襲うか江戸に逆さまに入るかというような方法を取らむと計ったのです。（中略）こういう次第でついに計画は決し、木更津は不都合ゆえ、国府台（鴻之台）地方へ押し出して居らむと海岸を沿うて船橋へ参りました。（中略）第一大隊は八幡の法華経寺、第二は船橋、第三は姉ヶ崎に屯集しましたが、第四第五は上総の萬里谷に滞陳し戦争は急に終わる様子もございませんでした。（中略）油断は少しも致しませんで、番兵を配置し、哨兵線をしきて十分に警戒しておりました。鎮城府日誌をご覧になれば詳細に書いてございます。こういう様子でしたが、戦争の起こりましたのは、まったく次のような取り扱いから衝突を致しましたのです。その時、田安殿の家来で松濤権之丞という人が来まして、謹慎の実を表するためには兵器を出すべしとの談判でしたが、私共はなかなか聞き入れは致しません。こちらにも見識があるからお帰りなさい、と言って帰しましたが、松濤は前説を主張し、わが隊の増田と激論を致しました。で終に斬り捨ててしまいました。（後略） —江原素六、「旧幕府」所載史談会記事（明治33年3月18日於上野東照宮社務所）より
（前略）4月28日先生の第一大隊中山法華経寺に入るに及び堀隊は船橋に進み、増田隊は五井に留まる。官軍これを見、兵を動かさずして降さんとし、田安家の家臣松濤権之丞を派遣し、謹慎の実を表するため兵器を官軍に納めよと命ぜしむ。隊長増田直八郎は松濤と激論となり、終に松濤を斬ってその首を木更津に梟す。（後略）—-、「江原素六先生伝」（大正12年刊）106～107頁より
閏四月六日、歩兵頭松濤権之丞といふ人、上総の姉ヶ崎にて暴人に殺されたり。ある人の曰く、この人は取締といふ役になりて、両総の辺に屯したる脱走人、または百姓一揆の取鎮などに力をつくしたりしが、其ころ脱走の兵士あまたあねがさきに滞留したるよしのきこえありければ、追討のために官軍おほく進発ありける趣を、松濤ききつけて、いそぎ脱走兵の隊長にあひて、源内府公恭順の深意を説諭し、妄りに兇器を動かすべからざるの理を説しに、誰料この脱走人の中に疎漏の頑物ありて、松濤をうたがひて、かれは官軍に通ぜしならんとて其夜ひそかに宿所にまねきよせ、不意に鉄砲をうちかけ、かたなを抜いて左右より斬り殺したり。誠にかわいさうなる事なり。この人はよき人にて世に益あるべき者なるべしと人々もおもひたのみたるを、かくむごきめにあひて、忠義の心もとほらず、非命の死をとげしは、くちをしきことなり。その所のむらさかひに松濤の首をばさらしおきけるが、その夜たれかとりしとぞ。—当時の新聞『もしほ草』に掲載されている記事より
九時四十分、押送艦ニテ海軍所ヨリ松濤権之丞・荒田平之丞来艦、総督（榎本武揚）暫ク議論。之ヨリ終ッテ右両人ハ木更津ヘ上陸ス。御艦ハ即刻抜錨、品海ニ投錨ス。此ノ日、松濤ハ福田ノ宿陣ヘ赴キ面会致シ候節、福田同盟ノ者松濤ノ心中ヲ疑ヒ暗殺ス。—蘆田退三、権之丞を木更津まで送り届けた徳川海軍の軍艦『蟠龍』の乗組員、蘆田退三の日録より
閏四月廿日 寺井旦司来る。松濤権之丞横死の転末、且、跡目の事申し聞かさる。松濤、二心あるの疑ひにて撒兵頭取並、松田並びに組頭□□等、切害に及ぶといふ。—勝海舟、「勝海舟日記」より
なお、権之丞が無念の最期を遂げた地については諸説あるも、さまざまな伝承記事を総合すると、増田直八郎の指揮のもと、撒兵隊第三大隊が本陣を構えたところと伝わる、千葉県市原市姉崎453の顕本法華宗一乗山妙経寺境内と考える説が今のところ一番有力である。

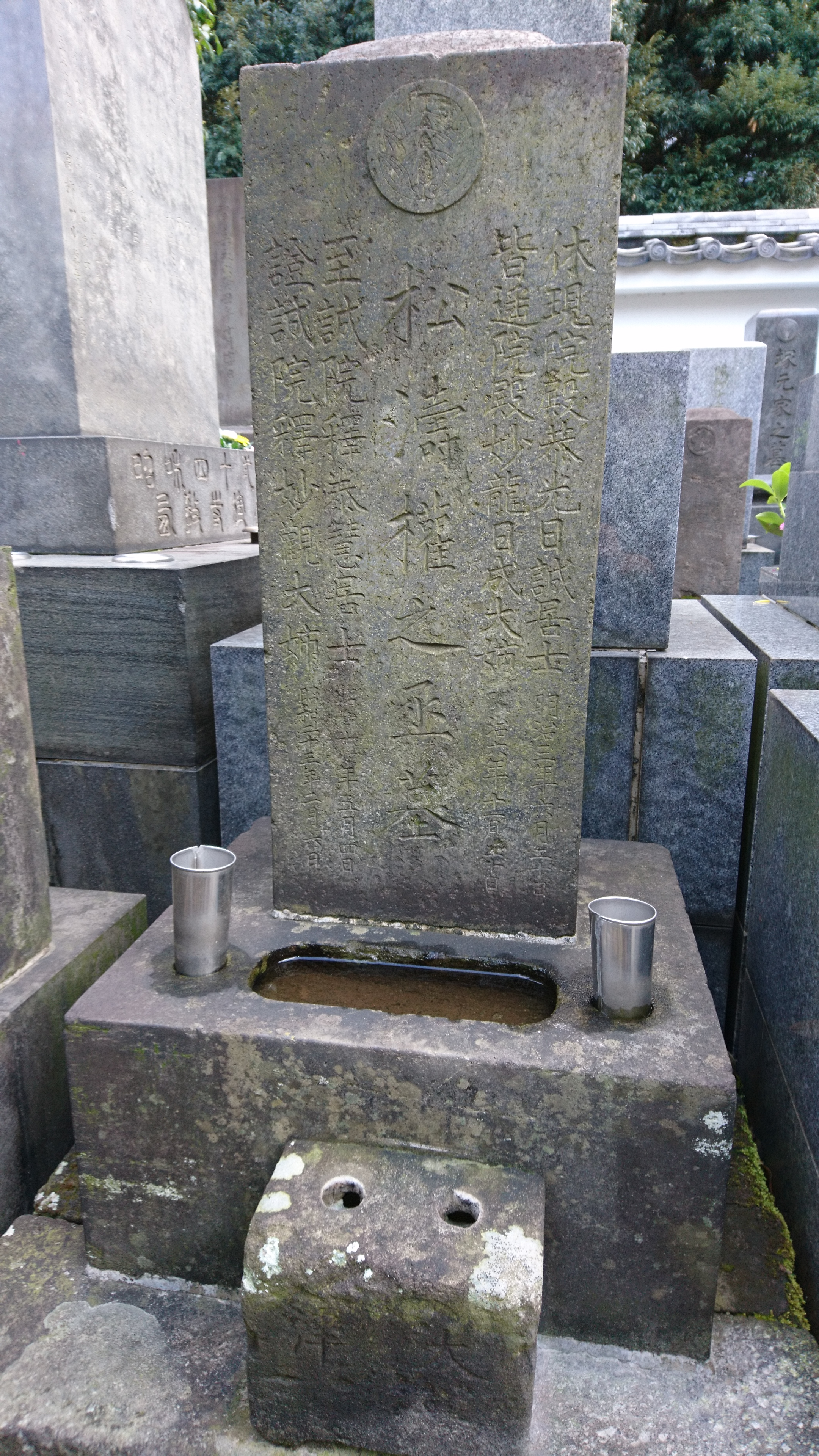
松濤権之丞墓所（西教寺、1873年再建）

墓は、東京都文京区向丘2-1-10の浄土真宗本願寺派涅槃山西教寺にある。法名は、休現院殿恭光日誠居士。

## 権之丞没後の松濤家について（補足）
権之丞の跡目は、「松濤権之丞惣領」として幕府にすでに届け出をしていた穐作（小花作之助・次男）がいったん相続したようである。そして、徳川家の駿府移封に伴い、松濤家も小石川茗荷谷の屋敷から駿府の大谷村へ移る。その間、安子は権之丞と自分の子である泰近を何とか松濤家の跡取りにしようと動いたようである。その結果、権之丞跡目相続をした穐作は松濤家を出て実家小花家に戻ったようである。そして、泰近は明治2年（1869年）に穐作から松濤家の家督を相続する。明治6年（1873年）11月20日、安子が亡くなり、清水興津（現在の静岡市内）の日蓮宗教敬山耀海寺の墓地に松濤家の墓が建立され、権之丞と合わせて埋葬された。耀海寺の墓地には、今でも「松濤家之墓」の墓石が残っている。泰近は、安子の亡くなった後、穐作や小花家を頼ることなく、「相馬さん（権之丞が捕縛された近藤勇に宛てて認めた書簡を託した新撰組隊士の相馬主計と同一人物と思われるが、詳細は不明）」の許にて育てられたという。その後、明治法律学校に「一期生」として学び、麻布区書記、荏原郡長、麻布区長、麹町区長などを歴任。最後は東京市長・後藤新平の下で仕事をし、大正10年（1921年）4月に麻布区長ならびに麹町区長を退任。その退任理由としては、大正9年（1920年）から捜査が始まった東京砂利疑獄事件に関わった部下への管理不行き届きの責任を痛切に感じたためという話が伝わっている。昭和17年（1942年）5月4日に鎌倉市乱橋材木座263番地にあった家で肝臓膿症のために没。享年79歳。妻はカン（閑子。本郷の三谷家の三谷藤兵衛の妹。家伝では、藤兵衛は小普請由来の大工だった由。）、子は四男一女。泰近は生前熱心な読書家で、豊富な蔵書を持っていたという。「正岡子規全集」（改造社版）をはじめとする蔵書は、泰近没後に閑子によって鎌倉市の図書館に遺贈され、「松濤泰造（担当者が泰近の名前を誤記したものと見られる）文庫」として一時期広く活用された。
また、家に伝わる話として、泰近の許にある日松濤家に対する華族令に基づく子爵叙爵の話があったようである。が、当時、長男哲之進は耳疾、次男権彌は脊椎カリエスを患っており、泰近は「健康な男子のいない家に叙爵されても意味がないから」と丁重にお断りをした、と伝えられている。

## 主な参考文献
- 「山崎範古」（『三百藩家臣人名事典』第三巻、新人物往来社、1988年4月）
- 永山近彰編纂『加賀藩史稿』（出版人前田直行、1899年）
- 日置謙『加能郷土辞彙』（金沢文化協会、1942年1月）
- 文倉平次郎『幕末軍艦咸臨丸』（上巻、第十八章「小笠原島の開拓」、中公文庫、1993年6月）
- 清水隆執筆「松濤権之丞」（『新選組大人名事典』下巻、新人物往来社、2001年2月）
- 藤田英昭執筆「松濤権之丞」（『徳川幕臣人名辞典』、東京堂出版、2010年8月）
- 樋口雄彦「松濤権之丞とその遺族」（『沼津市明治史料館通信』通巻106号、2011年7月）